# 聖亞加大 (緬因州)
聖亞加大（英語：St. Agatha）是一個位於美國緬因州阿魯斯圖克縣的市鎮。

## 人口
根據2020年美國人口普查的數據，聖亞加大的面積為90.73平方千米，當中陸地面積為76.43平方千米，而水域面積為14.30平方千米。當地共有人口730人，而人口密度為每平方千米8人。